# Stenoptilia nurolhaki
Stenoptilia nurolhaki là một loài bướm đêm thuộc họ Pterophoridae. Nó được tìm thấy ở châu Á, bao gồm Mông Cổ.